# ゴーン・ガール
『ゴーン・ガール』（GONE GIRL）は、2014年公開のアメリカ合衆国のミステリー映画である。監督はデヴィッド・フィンチャーが務め、ベン・アフレック、ロザムンド・パイク、ニール・パトリック・ハリス、タイラー・ペリー、キャリー・クーン、キム・ディケンズらが出演している。
原作は2012年発表のギリアン・フリンによる同名の小説で、フリンは脚本も担当している。2014年9月26日に第52回ニューヨーク映画祭でワールド・プレミア上映された。10月3日にアメリカほか各地で一斉に公開され、日本では約2ヶ月後の12月12日に公開された。

## ストーリー
5回目の結婚記念日の朝、毎年恒例となった妻エイミーの宝探しクイズが解けないでいたニック・ダンは、双子の妹マーゴと共同経営するバーから自宅に帰ったところで妻が失踪していることに気付く。彼女は幼少期から母親の書いた児童文学シリーズのモデルとして有名であり、状況を知った警察は即座に失踪事件として捜査を開始する。ニックもエイミーの両親とともに捜索の協力を呼びかける活動を行うが、メディアの扱いはまるでニックが犯人であるかのようだった。
一方、回想シーンではエイミーの視点から幸せだった結婚生活が崩壊していく様子が、彼女の日記を引用しつつ描かれていく。NYで活躍していた夫妻は不況の影響で共に仕事を失い、がんを患ったニックの母親の看護のために故郷である片田舎のミズーリで同居した。母が亡くなった後もNYに戻る当てもなく、資産家の妻の出資でバーの経営を始め、ニックは地元の短大で講師の職に就いた。
地元警察の女性刑事ロンダ・ボニーは捜査を進めるうちに、ニックが妻の日常を知らず妊娠も否定し、バーや高級車は全てエイミーの名義で、ニックが受け取る妻の死亡保険金の急な増額、エイミーが銃を求めて動いた証拠等を見つけていく。更には、台所の床から大量の血液を拭き取った痕跡が出てくるなど、証拠はすべてニックに不利なものばかりだった。ニックへの疑いが深まる中、ボニー刑事は、焼かれかけたエイミーの日記を見つける。
だが、エイミーは実は生きていた。殺されたように見せかけたのはニックの浮気を知った彼女の復讐だったのだ。夫に知られぬよう近所の妊婦と仲良くなると彼女の尿を使って妊娠を偽装し、ニックに疑いが向くような証拠や“偽の日記”を用意するなど、エイミーは計画を緻密に練り、時間をかけて準備していた。失踪当日、自宅を事件現場であるかのように偽装したエイミーは現金購入しておいた目立たない車で町を離れ、外見を変えるとモーテルでの生活を始める。常に“いい女”を演じ続けて来たエイミーは、ニックも“理想の男”に高めて幸せだった。彼女にとっては、結婚の失敗など論外なのだ。
エイミーのクイズを解いたニックはエイミーに嵌(は)められたことを知り、彼女の目的が自分を妻殺しで死刑にすることだと気付く。夫が妻を殺害したケースを専門とする弁護士タナー・ボルトに連絡を取り、自らの無罪を証明するため彼女への反撃材料を探し始めるニック。調べてみるとエイミーには、思い通りにならない男を嵌めて犯罪者に仕立て上げた過去があった。しかし状況を打開するには至らず、タナー弁護士はニックがテレビに出演して浮気を告白し、反省の態度を示すことを提案する。
失踪から数日、エイミーは偽名を使って生活しニックの逮捕を待っていたが、些細なミスから生活資金を奪われてしまう。行く当ても金もなく、以前交際していた大金持ちのデジー・コリングスに助けを求めるエイミー。デジーはニックに殺されないために失踪を装って逃げたと語るエイミーを信じ、自分の豪華な別荘に匿った。
悪い印象を変えるべくニックがテレビ番組に出演しようとした矢先、浮気相手であるアンディが、ニックを疑うエイミーの両親とともに記者会見を開いて不倫を告白し、しおらしく反省する様子が放送される。先を越されてニックの嫌疑が更に深まり頭を抱えるタナー弁護士とマーゴ。だが、ニックは覚悟を決めてテレビ番組のインタビューを受け、自身の過ちを認めて、夫として完璧でなかったことを謝罪した。エイミーに家に帰って来てほしいと訴えるニックの姿が放送されると、すぐさま世間の印象が変わり始める。
放送を見たエイミーにもニックへの想いが再び芽生えていた。しかし、過去にエイミーに辛辣に捨てられたデジーは精神を病んでおり、今度こそエイミーを思い通りに出来ると信じて別荘に拘束し続けた。危機感を覚えたエイミーは監禁されレイプされたかのような証拠を捏造すると、帰ってきたデジーを誘惑し、性行為中にカッターで彼の首を掻き切って殺害してしまう。
失踪から30日後、テレビ局の中継車が張り込む自宅に血まみれのエイミーが帰ってきた。運ばれた病院でエイミーは警察からの聴取に対し、デジーに誘拐されレイプされたと主張する。彼女を疑うボニー刑事は証拠との矛盾について質問するが、上手くかわすエイミー。
エイミーとともに自宅に戻ったニックが彼女に詰め寄ると、本性を現したエイミーは悪びれる様子もなく自身を正当化し、ニックがテレビ番組で見せた「妻の帰宅を嘆願する夫」こそが理想であり、これからも理想の夫であり続けることを要求する。ニックはそれを拒絶し、いずれ家を出て行くと宣言する。
世間は無事に生還したエイミーを持てはやし、FBIも捜査を終えてしまったが、ニックは彼女の真実を暴露することを諦めていなかった。自宅でテレビ番組のインタビューを受ける際に暴露を決行するつもりだったが、インタビュー直前にエイミーから妊娠したことを告げられる。以前、精子バンクに保管したニックの精子は、破棄されたはずがエイミーによって温存され、利用されたのだ。怒りのあまり壁に彼女の頭を打ち付けるニックだが、理想を追求するエイミーの凄みに気圧（けお）されてしまう。
インタビューを終えたニックは妹のマーゴの家に向かい、生まれて来る子供が成人するまではエイミーと人生を共にすることを告げる。マーゴは彼の身を案じ泣いて反対するが、ニックは子供に対する責任感から覚悟を決めていた。
放送されたテレビ番組には、困難を乗り越えて通じ合い、懐妊を喜ぶ夫妻の姿が映し出されていた。

## キャスト
※括弧内は日本語吹替
- ニコラス（ニック）・ダン - ベン・アフレック（森川智之）

バーの経営者。
- エイミー・エリオット・ダン - ロザムンド・パイク（加藤有生子）

ニックの失踪した妻。
- デジー・コリングス - ニール・パトリック・ハリス（川中子雅人）

エイミーの元彼。
- タナー・ボルト - タイラー・ペリー（石塚運昇）

ニックの弁護士。
- マーゴ・ダン - キャリー・クーン（本田貴子）

ニックの双子の妹でバーの共同経営者。
- ロンダ・ボニー刑事 - キム・ディケンズ（沢海陽子）
- ジェームズ・ギルピン巡査 - パトリック・フュジット（中谷一博）
- ノエル・ホーソーン - ケイシー・ウィルソン（新井里美）

ニックとエイミーの近所の住民。
- エレン・アボット - ミッシー・パイル（七緒はるひ）

ケーブル局の番組司会者。
- シャロン・シーバー - セーラ・ウォード（五十嵐麗）

ケーブル局の番組司会者。
- アンディ・フィッツジェラルド - エミリー・ラタコウスキー（Lynn）

ニックの浮気相手。
- ショーナ・ケリー - キャスリーン・ローズ・パーキンス（江場梨絵子）

捜索ボランティアのメンバー。
- メアリーベス・エリオット - リサ・ベインズ（一城みゆ希）

エイミーの母親。
- ランド・エリオット - デヴィッド・クレノン（森功至）

エイミーの父親。
- トミー・オハラ - スクート・マクネイリー（中尾一貴）

エイミーの元クラスメート。
- ジェフ - ボイド・ホルブルック（田村真）
- グレタ - ローラ・カーク（鷄冠井美智子）
- マーリーン・ダン - シド・ストリットマター

ニックとマーゴの母親。
- ビル・ダン - レオナルド・ケリー＝ヤング（石丸博也）

ニックとマーゴの父親。
その他日本語吹替キャスト
さかき孝輔、北田理道、宮沢きよこ、桂一雅、品田美穂、渡辺広子、大津愛理

## 制作
原作は、2012年に発表された同じタイトルの小説で、著者のギリアン・フリンが脚本も手がけている。製作陣の一人レスリー・ディクソンはこの小説を2011年に読み、同じ年の12月にリース・ウィザースプーンへ薦めた。ウィザースプーンはディクソンとブルナ・パパンドレアと共に準備を行い、フリンのエージェントであるシャリー・スマイリーと制作会社を2012年初めに探し求めた。結局、ウィザースプーンは自身は出演せず、プロデューサーとしてのみの参加となった。
9月11日に、出演陣を必要としない撮影が始まった。主な撮影は9月15日にミズーリ州ケープジラードで始まり、約5週間続いた。いくつかのシーンはロサンゼルスで撮影された。
プロデューサーのセアン・チャフィンによると、フィンチャーは1つのシーンで平均50テイクは撮っていたとのこと。

## 音楽
2014年1月21日、トレント・レズナーはアッティカス・ロスとフィンチャーと共に音楽のスコアーを提供すると発表した。これは彼らにとって『ソーシャル・ネットワーク』と『ドラゴン・タトゥーの女』に次ぐ三度目の共同制作となる。デヴィッド・フィンチャーはカイロプラクティックで聞いた「落ち着かせようとしない」音楽に影響され、レズナーに偽りのない気持ちが表向きだけのような音楽をつくるように依頼した。音楽は滑らかな流れで所々、短音の電子音が紛れているものとなり、動揺させるような音楽となった。サウンドトラックは2014年9月30日に発売された。 
ザ・サイケデリック・ファーズのリチャード・バトラーが歌う『忘れじのおもかげ』（She）のカバー版が特報で用いられている。

## 評価
米Facebookが発表した、2014年にFacebook上で話題になった映画トップ10で第8位にランクイン、米ローリング・ストーン誌が選ぶ2014年の映画ベスト10で第5位を獲得した。

### 興行収入
作品は第52回ニューヨーク映画祭でプレミア上映され、各方面で報じられて好意的な評価を受けた。ComingSoon.netは公開週末興行収入が3,000万ドルから3,500万ドルもしくはそれ以上を稼ぎ、10,000万ドルは行くだろうと予想した。オンライン鑑賞券販売会社のFandangoは『ゴーン・ガール』が販売中の前売り券の66%を占め、『アナベル 死霊館の人形』（18%）より売れており、公開週末興行収入で1位になるかもしれないと発表した。
北米
作品は2014年10月3日に北米の3,014劇場で公開され、公開初日に1,320万ドルを稼いだ（公開前日に行われた先行公開130万ドルも含む）。公開されて初の週末で作品は3,014劇場から37,513,109ドル（各劇場平均12,446ドル）を稼ぎ、北米興行収入1位となった。2位には僅差でワーナー・ブラザースの『アナベル 死霊館の人形』（3,720万ドル）がランクインした。『ゴーン・ガール』と『アナベル』の間での熱戦について、BoxOffice.comの副代表で分析主任のフィル・コントリオは「R指定にもかかわらず、この2つの高品質の作品にはまだ市場に上昇余地がある」とコメントしている。本作品は『パニック・ルーム』（3,000万ドル）の興収を超えてフィンチャーの最大興収作品となり、アフレックにとっては『パール・ハーバー』（5,910万ドル）と『デアデビル』（4,030万ドル）に次ぐ3番目の興収作品となった。ロザムンド・パイクにとっては『007 ダイ・アナザー・デイ』（4,700万ドル）に次ぐ公開週末興行収入作品となった。本作は10月公開としては史上10番目に稼いだ作品となった。また、8月に公開された『ガーディアンズ・オブ・ギャラクシー』（6,560万ドル）と『ミュータント・タートルズ』（9,430万ドル）以来、同月に公開された2作品でそれぞれ3,000万ドル以上稼いだ作品の1つとなった。観客は、60%が女性で75%が25歳以上であった。

世界
北米以外で『ゴーン・ガール』は39の国と地域の5,270劇場で公開され、公開週末に2,460万ドルを稼ぎ、予想より26%高い結果となった。特に高いヒットを記録したのはイギリス（950劇場から690万ドル）、オーストラリア（350劇場から460万ドル）、ロシア（1,049劇場から295万ドル）とドイツ（511劇場から285万ドル）である。

### 受賞
| 映画賞                                        | 賞                                             | 対象                                   | 結果       |
| --------------------------------------------- | ---------------------------------------------- | -------------------------------------- | ---------- |
| 第18回ハリウッド映画賞                        | ハリウッド・フィルム・アワード（最優秀作品賞） |                                        | 受賞       |
| 第18回ハリウッド映画賞                        | 脚本賞                                         | ギリアン・フリン                       | 受賞       |
| ナショナル・ボード・オブ・レビュー賞 (2014年) | 作品賞トップ10                                 |                                        | 受賞       |
| 第10回ノーステキサス映画批評家協会賞          | 主演女優賞                                     | ロザムンド・パイク                     | 受賞       |
| 第9回オクラホマ映画批評家協会賞               | 主演女優賞                                     | ロザムンド・パイク                     | 受賞       |
| 第9回オクラホマ映画批評家協会賞               | 脚色賞                                         | ギリアン・フリン                       | 受賞       |
| 第9回オクラホマ映画批評家協会賞               | 作品賞                                         |                                        | 第5位      |
| ピープルズ・チョイス・アワード                | お気に入りのスリラー映画                       |                                        | 受賞       |
| 第20回クリティクス・チョイス・アワード        | 脚色賞                                         |                                        | 受賞       |
| 第72回ゴールデングローブ賞                    | 映画演技賞（ドラマ部門）・主演女優賞           | ロザムンド・パイク                     | ノミネート |
| 第72回ゴールデングローブ賞                    | 監督賞                                         | デヴィッド・フィンチャー               | ノミネート |
| 第72回ゴールデングローブ賞                    | 脚本賞                                         | ギリアン・フリン                       | ノミネート |
| 第72回ゴールデングローブ賞                    | 作曲賞                                         | トレント・レズナー、アッティカス・ロス | ノミネート |
| 第68回英国アカデミー賞                        | 主演女優賞                                     | ロザムンド・パイク                     | ノミネート |
| 第68回英国アカデミー賞                        | 脚本賞                                         | ギリアン・フリン                       | ノミネート |
| 第21回全米映画俳優組合賞                      | 主演女優賞                                     | ロザムンド・パイク                     | ノミネート |
| 第10回ファイナル・ドラフト・アワード          | 脚色賞                                         |                                        | 受賞       |
| 第19回サテライト賞                            | 作品賞                                         |                                        | ノミネート |
| 第19回サテライト賞                            | 監督賞                                         | デヴィッド・フィンチャー               | ノミネート |
| 第19回サテライト賞                            | 主演女優賞                                     | ロザムンド・パイク                     | ノミネート |
| 第19回サテライト賞                            | 脚色賞                                         | ギリアン・フリン                       | ノミネート |
| 第19回サテライト賞                            | 撮影賞                                         | ジェフ・クローネンウェス               | ノミネート |
| 第19回サテライト賞                            | 作曲賞                                         | トレント・レズナー、アッティカス・ロス | ノミネート |
| 第87回アカデミー賞                            | アカデミー主演女優賞                           | ロザムンド・パイク                     | ノミネート |
| 第41回サターン賞                              | スリラー映画賞                                 |                                        | 受賞       |
| 第41回サターン賞                              | 主演女優賞                                     | ロザムンド・パイク                     | 受賞       |

## ホームメディア
2015年1月13日に、北米版BD&DVDが発売された。日本では20世紀フォックス ホーム エンターテイメント ジャパンよりBlu-ray、DVDが発売。
- 【初回限定生産】ゴーン・ガール 2枚組ブルーレイ＆DVD（2015年4月3日発売）
  - Amazing Amy Tattle Tale Book（日本語対訳付）
- 【初回限定生産】ゴーン・ガール DVD（2015年4月3日発売）
- ゴーン・ガール Blu-ray（2017年10月4日）廉価版
- ゴーン・ガール DVD（2017年10月4日）廉価版

## 外部サイト
- 公式ウェブサイト（英語）
- 日本公式サイト（日本語）
- ゴーン・ガール - allcinema
- ゴーン・ガール - KINENOTE
- ゴーン・ガール - IMDb（英語）